# إيتونوجيستريل
إيتونوجيستريل (بالإنجليزية: Etonogestrel) هو دواء يُستعمل في علاج:
- انتباذ بطاني رحمي[9]
- متلازمة تكيس المبايض[9]